# Superfosfato Simples
O superfosfato simples é um fertilizante mineral resultado da decomposição de rochas fosfatadas em ácido sulfúrico, é composto em média por 18% de pentóxido de fósforo  P2O5 , 16% de Cálcio (Ca) e 8% de Enxofre (S). 
É um produto de alta eficiência agronômica no Brasil, principalmente pela presença do Enxofre, pois os solos brasileiros em geral, e notadamente o cerrado, apresenta grande deficiência deste mineral, que é essencial para a maioria das plantas. Um dos efeitos positivos mais marcantes desse fertilizante fosfatado é o aprofundamento do sistema radicular dos vegetais . Geralmente utilizado em pequenas doses juntamente ao substrato.
1. ↑  «Economia do Fertilizante Superfosfato Simples». Fertimacro. Consultado em 15 de junho de 2020
2. ↑  Superfosfato simples e outros fosfatos acidulados